# Elena Belevskaya
Elena Belevskaya (Unión Soviética, 11 de octubre de 1963) fue una atleta soviética, especializada en la prueba de salto de longitud en la que llegó a ser subcampeona mundial en 1987.

## Carrera deportiva
En el Mundial de Roma 1987 ganó la medalla de plata en el salto de longitud, alcanzando los 7.14 metros, y quedando en el podio tras la estadounidense Jackie Joyner-Kersee (oro con 7.36 metros que además fue el récord de los campeonatos) y por delante de la alemana Heike Drechsler, que ganó el bronce con un salto de 7.13 metros.